# Harry Potter et l'Enfant maudit
Harry Potter et l'Enfant maudit (titre original : Harry Potter and the Cursed Child) est une pièce de théâtre britannique en quatre actes, écrite par Jack Thorne à partir d'une histoire originale de John Tiffany, Jack Thorne et J. K. Rowling. Mise en scène par John Tiffany, la pièce a été jouée pour la première fois le 31 juillet 2016 au Palace Theatre à Londres.
L'action de la pièce se déroule dix-neuf ans après les évènements du dernier roman de la série Harry Potter et suit les aventures d'Albus Potter, fils de Harry et Ginny Potter, l'année de son entrée à Poudlard où il intègre la maison Serpentard. La première scène de la pièce reprend l'épilogue des Reliques de la Mort (ou en tout cas de l'original anglais), situé dix-neuf ans après la fin de l'histoire, au moment où Harry et Ginny quittent leurs enfants sur le quai 9 ¾ (et pour Albus, le cadet, c'est la première fois). Harry Potter, âgé de trente-sept ans, est désormais employé au ministère de la Magie. Hermione Granger est devenue ministre, son mari Ron Weasley tient un magasin de farces et attrapes. Scorpius Malefoy, le fils de Drago Malefoy est l'autre principal protagoniste de cette pièce, et le meilleur ami d'Albus Potter.
Le texte de la pièce est édité par Little, Brown and Company le 31 juillet 2016 en tant que huitième histoire, puis est traduit en français par Jean-François Ménard et publié aux éditions Gallimard Jeunesse le 14 octobre 2016. J. K. Rowling annonce que la pièce de théâtre s'inscrit selon elle dans le canon de son univers sorcier, et que cette histoire sera la dernière consacrée au personnage de Harry Potter.

## Pièce

### Personnages

#### Personnages principaux
- Albus Potter : second fils de Harry et Ginny, étudiant à la maison Serpentard de Poudlard. Meilleur ami de Scorpius Malefoy.
- Scorpius Malefoy : fils de Drago Malefoy. Meilleur ami d'Albus Potter.
- Delphi Diggory : cousine de Cedric Diggory et amie d'Albus et de Scorpius. En vérité, elle est Delphini Jedusor, la fille de Voldemort.
- Harry Potter : père d'Albus et époux de Ginny.
- Hermione Granger : meilleure amie de Harry Potter et épouse de Ron, elle est ministre de la magie.
- Ron Weasley : meilleur ami de Harry Potter et époux d'Hermione.
- Ginny Weasley : mère d'Albus et épouse de Harry Potter.
- Drago Malefoy : père de Scorpius.

#### Personnages secondaires
- Amos Diggory : père de Cedric Diggory.
- Voldemort
- Dolores Ombrage
- Minerva McGonagall : directrice de Poudlard.
- Severus Rogue : professeur à Poudlard.
- Albus Dumbledore : ancien directeur de Poudlard, discutant avec Harry Potter via son portrait de peinture.
- Lily Potter : mère de Harry Potter.
- James Potter : père de Harry Potter.
- Sorcière aux bonbons : sorcière vendant des bonbons à bord du Poudlard Express et tentant d'empêcher Albus et Scorpius de sauter du train en marche.
- Bane : centaure.
- Cedric Diggory : fils d'Amos Diggory.
- James Sirius Potter : fils ainé de Harry Potter et Ginny Weasley.
- Lily Luna Potter : fille de Harry Potter et Ginny Weasley.
- Rose Weasley : fille de Ron Weasley et Hermione Granger.

### Résumé
L'intrigue commence dix-neuf ans après les événements de Harry Potter et les Reliques de la Mort et la victoire de Harry Potter contre Voldemort.
Un retourneur de temps a été repris par le ministère de la Magie. En entendant la nouvelle, Amos Diggory se précipite chez Harry Potter pour lui demander de changer le cours des événements s'étant produits en 1995, à la fin du Tournoi des Trois Sorciers, et ainsi permettre à son fils Cedric de rester en vie. Harry refuse et nie l'existence d'un retourneur de temps. La nièce d'Amos, Delphi Diggory, qui a fait la connaissance d'Albus Potter lors de la conversation entre les deux hommes, fait en sorte que le garçon s'empare du retourneur de temps. Albus, qui est en froid avec son père et avec sa réputation, accepte cette mission et vole l'objet au ministère avec l'aide de Scorpius Malefoy et de Delphi. Albus et Scorpius retournent ensuite en 1994, au début du Tournoi des Trois Sorciers, pour éviter à Cedric d'être en tête de la compétition et de se mettre en danger. Mais ce voyage dans le temps provoque d'autres événements imprévus.

### Intrigue détaillée

#### Première partie

##### Acte I
Alors que Harry Potter dirige le Département de la justice magique au ministère, son fils Albus est mal dans sa peau. Unique enfant de la famille Potter à faire partie de la maison Serpentard, il est ami avec Scorpius Malefoy ; ces deux états de faits entraînent la moquerie des autres élèves de Poudlard.
Une rumeur selon laquelle le ministère posséderait un retourneur de temps se répand. Un soir, Amos Diggory vient demander à Harry de l'utiliser afin de ramener son fils Cedric. Harry refuse en affirmant que le ministère les a tous détruits. Albus, qui a entendu la conversation, décide d'entreprendre la quête périlleuse du sauvetage de Cedric, en compagnie de Delphini Diggory, surnommée Delphi, la nièce d'Amos — également infirmière à la résidence St Oswald pour personnes âgées où réside son oncle — et de Scorpius Malefoy, le fils de Drago Malefoy. Ensemble, ils résolvent les charades et dérobent un retourneur de temps caché dans le bureau d'Hermione Granger, ministre de la Magie.

##### Acte II
Albus et Scorpius retournent dans le temps au moment du tournoi des trois sorciers afin d'essayer de sauver Cedric. Albus jette le sort Expelliarmus à Cedric et l'empêche ainsi de récupérer l'œuf de dragon, à l'inverse de ce qui s'était passé durant les événements du roman Harry Potter et la Coupe de feu. Le retourneur de temps les renvoie alors à leur temporalité initiale, dévoilant ainsi son principal défaut : le retour dans le passé ne dure que cinq minutes. Une fois revenus, ils découvrent que le présent a changé du fait de leurs modifications du passé : Albus est désormais dans la maison Gryffondor, Ron Weasley est marié avec Padma Patil avec qui il a eu un fils, Panju, Rose Weasley n'existe pas et Hermione est professeur de défense contre les forces du mal. Ils découvrent ensuite que dans le passé, Hermione jeune a aperçu Albus et Scorpius habillés aux couleurs de Durmstrang ; les soupçonnant d'avoir lancé un sort à Cedric, elle s'est rendue au bal en compagnie de Ron, en ami, à la place de Viktor Krum, ne rendant pas Ron jaloux, ce qui avait été à la base de leur histoire d'amour. De plus, Cedric n'a pas survécu à la troisième épreuve : l'échec d'Albus et de Scorpius est donc total.
Albus souhaite retourner une nouvelle fois dans le passé pour faire mieux mais Scorpius pense qu'il risque d'empirer les choses. Delphi parvient à le persuader d'essayer quand même, ce qui est chose aisée, puisqu'Albus a un faible pour Delphi. Scorpius et Albus retournent cette fois-ci au moment de la deuxième épreuve et, plongés tous deux dans le lac, ils empêchent Cedric de la réussir en utilisant un sortilège d'Engorgement, tout en l'humiliant assez pour qu'il ne tente même pas l'épreuve suivante. Le retour au présent s'effectue lors de la remontée à la surface du lac, dont n'émerge que Scorpius et le présent est une nouvelle fois différent : Cedric a survécu, mais il est devenu un Mangemort (à cause de l'humiliation subie), Harry a été tué lors de la bataille de Poudlard à l'inverse de Voldemort qui est désormais au pouvoir, Albus n'est pas né du fait de la mort de Harry, ce qui explique qu'il ne soit pas ressorti du lac avec Scorpius, Dolores Ombrage est la directrice de Poudlard et les seuls résistants à Voldemort sont Ronald Weasley, Hermione Granger et Severus Rogue.

#### Seconde partie

##### Acte III
Scorpius décide d'utiliser une nouvelle fois le retourneur de temps et il parvient à se faire aider en cela par Hermione, Ron et le professeur Rogue, devenus tous les trois des résistants dans ce monde parallèle ténébreux. Scorpius révèle à Hermione et Ron que dans l'autre monde, ils sont mariés et ont des enfants. Tous ensemble, ils retournent au moment de la première épreuve et Hermione contre le sort Expelliarmus lancé par Albus lors de son premier retour dans le passé. Le retourneur se déclenche alors et ramène les trois sorciers dans le présent. Ils sont immédiatement attaqués par des détraqueurs. Ron et Hermione s'interposent pour faire gagner du temps à Scorpius afin qu'il s'enfuie. Mais les détraqueurs tuent Ron et Hermione et s'attaquent ensuite au professeur Rogue, qui subit peu après le même sort. Au même moment, Scorpius plonge dans un lac. Quand il en ressort, Albus en ressort également, laissant comprendre par ses paroles que Scorpius est retourné dans le passé au moment de la deuxième épreuve pour annuler le sortilège d'Engorgement. Les deux enfants comprennent que personne ne doit modifier le passé, sous peine de conséquences trop néfastes.
Désormais, tout semble être redevenu comme avant les manipulations du passé. Scorpius prétend avoir perdu le retourneur du temps mais c'est un mensonge car il ne croit pas qu'il sera détruit s'il le rend. Il décide de procéder lui-même à cette destruction et convie pour cela Albus et Delphi. Mais cette dernière ligote les deux amis, détruit leurs baguettes, leur prend le retourneur du temps et tue un préfet de Poudlard. Elle souhaite qu'ils se rendent à la troisième épreuve du tournoi des sorciers afin d'humilier une nouvelle fois Cedric dans l'espoir qu'il devienne une nouvelle fois un Mangemort et qu'ainsi, Voldemort survive à la bataille de Poudlard. Mais la rencontre avec Cedric ne tourne pas comme Delphi l'avait pensé puisque ce dernier, pensant qu'Albus, Scorpius et Delphi font partie de son épreuve, libère les deux sorciers de l'emprise de Delphi qui ne parvient donc pas à le tuer. Delphi réussit ensuite à prendre le dessus sur les deux garçons et elle utilise ensuite le retourneur du temps avant qu'il ne les ramène au présent. Une fois arrivés dans le passé, Delphi les abandonne après avoir détruit le retourneur de temps.

##### Acte IV
Albus et Scorpius, perdus dans le temps, parviennent à découvrir où et à quel moment ils se trouvent : ils sont à Godric's Hollow et la date est le 30 octobre 1981, soit la veille de la tentative de Voldemort de tuer Harry Potter en plus du meurtre de ses parents. Ils pensent alors que Delphi est venu tuer Harry. Cherchant un moyen pour demander de l'aide à leurs parents, Albus se rappelle que son père lui a offert la couverture dans laquelle il a été trouvé à la suite du décès de ses parents et que dernièrement, une potion d'amour s'est renversée dessus. Scorpius lui apprend qu'un des ingrédients de cette potion est la poudre de nacre, qui s'enflamme au contact de la teinture de demiguise. Harry ayant révélé à Albus que tous les 31 octobre, il ressent le besoin de prendre avec lui cette couverture, les deux sorciers décident d'écrire à la teinture de demiguise (volée chez Bathilda Tourdesac) un message qui appelle à l'aide avec la date du jour.
Dans le présent, Harry et Ginny déchiffrent le message des deux enfants. Ils sont rejoints par Ron, Hermione et Drago. Ce dernier leur révèle que son père possédait son propre retourneur de temps parmi sa collection d'objets magiques et qu'il est beaucoup plus puissant que celui qu'avaient dérobé Albus et Scorpius. Ils se rendent tous les cinq à Godric's Hollow et retournent au 31 octobre 1981. Mais au dernier moment, Ginny prend conscience que Delphi, plutôt que d'essayer de tuer Harry, cherchera sûrement à prévenir Voldemort de ne pas essayer de tuer Harry afin de ne pas le rendre plus fort. Ils décident d'un commun accord que le meilleur moyen d'empêcher cela est de métamorphoser Harry en Voldemort, même si ce sort n'est pas aussi puissant que la potion de polynectar. Une fois la métamorphose effectuée, Delphi arrive et elle annonce à Harry/Voldemort qu'elle est la fille de Bellatrix Lestrange et de Voldemort. Mais au fil de la discussion, la métamorphose commence à disparaître et Delphi comprend la supercherie. Un duel éclate alors entre elle et Harry, bientôt rejoint par Ron, Hermione, Ginny, Drago, Scorpius et Albus, qui parviennent à la neutraliser. Harry assiste alors de loin à l'attaque de Voldemort et au décès de ses parents.
Harry et ses amis retournent alors au présent : tout est redevenu normal. Delphi sera incarcérée à vie à Azkaban. Harry rejoint alors son fils Albus à Poudlard et se réconcilie avec lui.

### Chronologie
- septembre 2017 : Albus Potter, Scorpius Malefoy et Rose Weasley entrent à Poudlard.
- septembre 2019 : Lily Luna Potter et Hugo Weasley entrent également à Poudlard.
- septembre 2020

### Processus d'écriture
Harry Potter et l'Enfant maudit retranscrit une histoire écrite en premier lieu pour le théâtre et met en scène des personnages empruntés à la saga romanesque de J. K. Rowling, tels que Harry Potter, jouant ici un rôle secondaire.

« L'histoire n'existe que parce que le bon groupe de personnes s'est réuni avec une idée brillante sur la façon de présenter Harry Potter sur scène. […] Je suis convaincue que lorsque le public verra Harry Potter et l'Enfant maudit, il comprendra pourquoi nous avons choisi de raconter cette histoire de cette manière. »

— J. K. Rowling en 2015
L'idée d'une pièce de théâtre n'est pas venue de J. K. Rowling, qui a insisté pour ne pas avoir à l'écrire. Elle a accepté de discuter du projet avec un dramaturge, à la condition que les producteurs trouvent une personne qu'elle approuve. La pièce a donc été écrite par Jack Thorne et Rowling a orienté ce dernier sur les bases d'une nouvelle histoire,.
Chaque opus de la série romanesque correspond à une année scolaire du personnage de Harry Potter, tandis que la pièce se déroule sur plusieurs années de la scolarité du fils de Harry, Albus Potter, et principalement en dehors du château de Poudlard. Selon les termes de Rowling, il s'agit « de la génération suivante ». Elle ajoute qu'il n'y aura pas de suite à cette pièce.
En septembre 2019, la pièce est mise en avant en tant que huitième histoire du canon et incorpore le nom de J. K. Rowling à son nouveau logo.

## Représentations

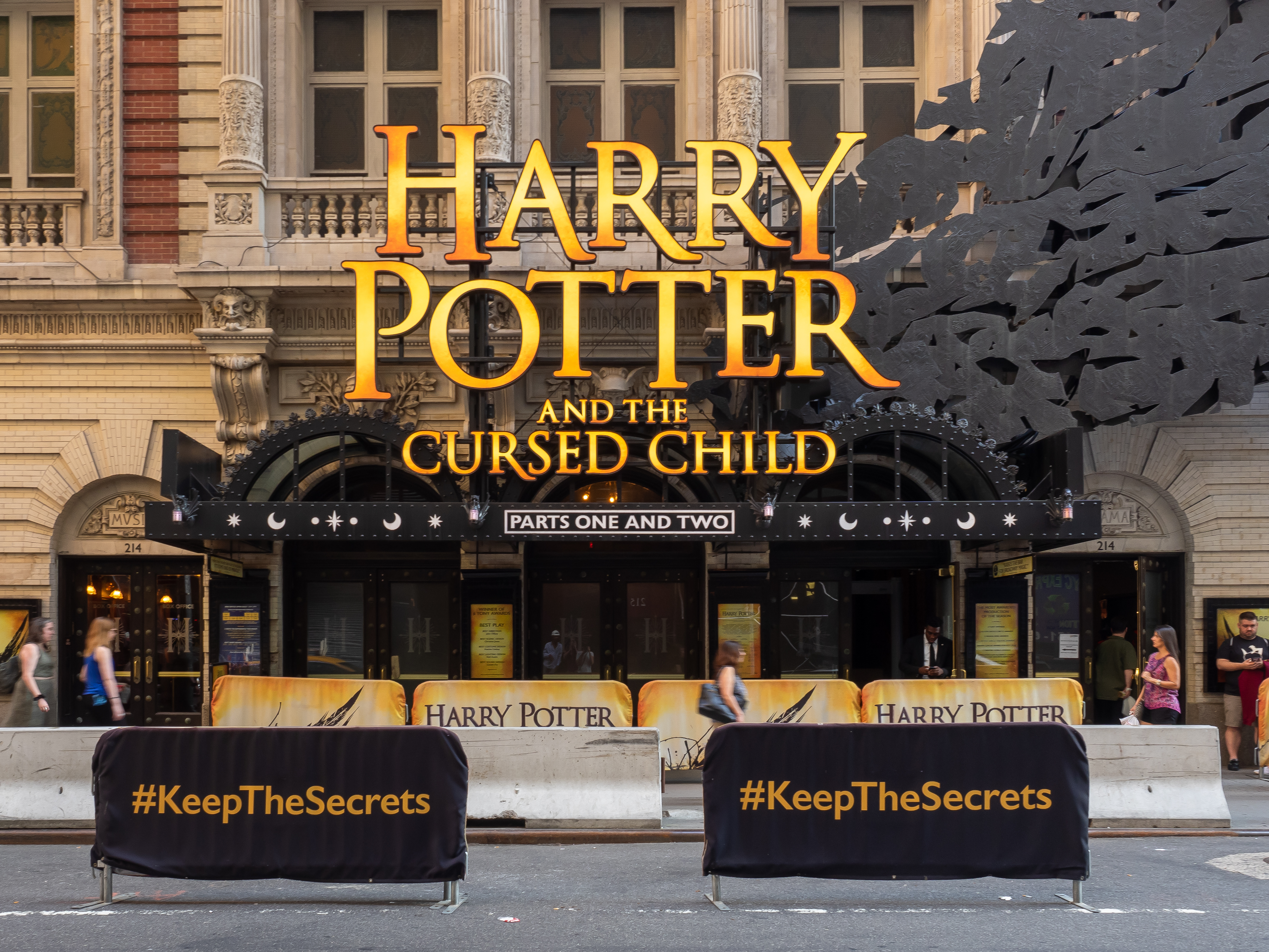
Harry Potter et l'Enfant maudit au Lyric Theatre de New York.

Harry Potter et l'Enfant maudit, mise en scène par John Tiffany, a été produite par Sonia Friedman (en), Colin Callender (en) et Harry Potter Theatrical Productions. La première représentation s'est jouée le 30 juillet 2016 au Palace Theatre de Londres (la veille de la publication du script), avec les comédiens Sam Clemmett (Albus Potter), Anthony Boyle (Scorpius Malefoy), Esther Smith (Delphi Diggory), Jamie Parker (Harry Potter), Noma Dumezweni (Hermione Granger) et Paul Thornley (Ron Weasley).
Cette huitième histoire de Harry Potter est jouée en avant-premières à New York au Lyric Theatre du 2 au 8 avril 2018, et y rapporte 2,1 millions de dollars. En une semaine, elle détrône All the Way de Robert Schenkkan (en), pièce produite en 2014 et qui était jusqu'à alors la plus rentable de Broadway. Durant tout le premier semestre 2019, elle continue à être jouée au Lyric Theatre, sur la 43e rue. L'argent rapporté par la pièce de théâtre, complète jusqu'en mars 2019, devrait selon Le Figaro rembourser les 68,5 millions de livres sterling de coût, dont la moitié ont été consacrés à la rénovation de la salle de spectacle.
En octobre 2017 est annoncée la production de la pièce en Australie. Les avant-premières ont commencé le 18 janvier 2019 au Princess Theatre (en) à Melbourne, et la soirée d'ouverture a eu lieu le 23 février. 200 000 billets ont été pré-vendus en quatre jours.

### Fiche technique
Source : Harrypottertheplay.com/uk
- Mise en scène : John Tiffany
- Production : Sonia Friedman (en), Colin Callender (en) et Harry Potter Theatrical Productions[14]
- Décors : Christine Jones (en)
- Musique : Imogen Heap
- Costumes : Katrina Lindsay
- Lumière : Neil Austin
- Son : Gareth Fry
- Effets visuels (illusions et magie) : Jamie Harrison
- Chorégraphies : Steven Hoggett

### Distribution
Le 20 décembre 2015, la distribution initiale a été annoncée avec Jamie Parker jouant Harry Potter, Noma Dumezweni jouant Hermione Granger et Paul Thornley jouant Ron Weasley,,. Le recrutement de Noma Dumezweni, actrice à la peau noire dans le rôle d'Hermione a suscité la controverse, Rowling répondant qu'il n'a jamais été spécifié qu'Hermione était blanche,,. La distribution comprenait Poppy Miller comme Ginny Potter, Alex Price comme Draco Malfoy, Sam Clemmett comme Albus Potter et Anthony Boyle comme Scorpius Malfoy. La production originale comportait une distribution globale de 42 acteurs,.

#### Distribution initiale
La distribution originelle pour les représentations de la pièce au Palace Theatre de Londres et au Lyric Theatre de New York est la suivante :
| Personnage           | West End (2016–2017)                                                               | Broadway (2018)            |
| -------------------- | ---------------------------------------------------------------------------------- | -------------------------- |
| Harry Potter         | Jamie Parker                                                                       | Jamie Parker               |
| Ron Weasley          | Paul Thornley                                                                      | Paul Thornley              |
| Hermione Granger     | Noma Dumezweni                                                                     | Noma Dumezweni             |
| Ginny Weasley        | Poppy Miller                                                                       | Poppy Miller               |
| Drago Malefoy        | Alex Price                                                                         | Alex Price                 |
| Albus Potter         | Sam Clemmett                                                                       | Sam Clemmett               |
| Scorpius Malefoy     | Anthony Boyle                                                                      | Anthony Boyle              |
| Rose Granger-Weasley | Cherrelle Skeete                                                                   | Susan Heyward              |
| Hermione jeune       | Cherrelle Skeete                                                                   | Susan Heyward              |
| Delphi Diggory       | Esther Smith                                                                       | Jessie Fisher              |
| Craig Bowker Jr.     | Jeremy Ang Jones                                                                   | Joshua DeJesus             |
| Mimi Geignarde       | Annabel Baldwin                                                                    | Lauren Nicole Cipoletti    |
| Lily Potter Sr.      | Annabel Baldwin                                                                    | Lauren Nicole Cipoletti    |
| Polly Chapman        | Claudia Grant                                                                      | Madeline Weinstein         |
| Vernon Dursley       | Paul Bentall                                                                       | Byron Jennings             |
| Severus Rogue        | Paul Bentall                                                                       | Byron Jennings             |
| Lord Voldemort       | Paul Bentall                                                                       | Byron Jennings             |
| Rubeus Hagrid        | Chris Jarman                                                                       | Brian Abraham              |
| Choixpeau            | Chris Jarman                                                                       | Brian Abraham              |
| Yann Fredericks      | James Le Lacheur                                                                   | Jess Barbagallo            |
| Petunia Dursley      | Helena Lymbery                                                                     | Kathryn Meisle             |
| Rolanda Bibine       | Helena Lymbery                                                                     | Kathryn Meisle             |
| Dolores Ombrage      | Helena Lymbery                                                                     | Kathryn Meisle             |
| Amos Diggory         | Barry McCarthy                                                                     | Edward James Hyland        |
| Albus Dumbledore     | Barry McCarthy                                                                     | Edward James Hyland        |
| Sorcière du train    | Sandy McDade                                                                       | Geraldine Hughes           |
| Minerva McGonagall   | Sandy McDade                                                                       | Geraldine Hughes           |
| Cedric Diggory       | Tom Milligan                                                                       | Benjamin Wheelwright       |
| James Sirius Potter  | Tom Milligan                                                                       | Benjamin Wheelwright       |
| James Potter Sr.     | Tom Milligan                                                                       | Benjamin Wheelwright       |
| Dudley Dursley       | Jack North                                                                         | Joey LaBrasca              |
| Karl Jenkins         | Jack North                                                                         | Joey LaBrasca              |
| Viktor Krum          | Jack North                                                                         | Joey LaBrasca              |
| Bane                 | Nuno Silva                                                                         | David St. Louis            |
| Harry Potter jeune   | Rudi Goodman Alfred Jones Bili Keogh Ewan Rutherford Nathaniel Smith Dylan Standen | Will Coombs Landon Maas    |
| Lily Luna Potter     | Zoe Brough Cristina Fray Christiana Hutchings                                      | Olivia Bond Brooklyn Shuck |

#### Distributions suivantes
Une grande partie des comédiens d'origine partant jouer sur Broadway, une nouvelle distribution est choisie en 2017 pour West End. Jamie Glover remplace ainsi Jamie Parker pour le rôle de Harry Potter, tandis qu'Emma Lowndes joue l'épouse de celui-ci, Ginny Weasley. Thomas Aldridge joue Ron Weasley, pour remplacer Paul Thornley, tandis Rakie Ayola joue Hermione Granger, en remplaçant Noma Dumezweni. Annabel Baldwin, qui jouait le rôle de Mimi Geignarde va prendre le rôle d'Esther Smith en tant que Delphi. Les comédiens originels Helen Aluko et James Howard jouent Rose Granger-Weasley et Drago Malefoy. Samuel Blenkin et Theo Ancient feront leur début professionnel en jouant respectivement Scorpius Malfoy et Albus Potter. Les nouveaux interprètes débutent les représentations le 24 mai 2017, tandis que les comédiens originels auront leur dernière performance à Londres le 21 mai de la même année.
Pour les représentations de la pièce à Melbourne, Gareth Reeves est choisi pour interpréter Harry Potter ; Paula Arundell pour Hermione Granger ; Gyton Grantley pour Ron Weasley ; Lucy Goleby pour Ginny Potter ; Sean Rees-Wemyss pour Albus Potter ; Tom Wren pour Drago Malefoy et William McKenna pour Scorpius Malefoy.

### Accueil de la pièce
L'accueil a été positif de la part des personnes ayant vu la pièce sur scène. La performance d'Anthony Boyle, en tant que Scorpius Malefoy, a été particulièrement saluée, autant par les fans que par les critiques,,.

## Publication du script

### Publication
Le texte intégral de la production originale du West End a été publié en anglais (Harry Potter and the Cursed Child Parts I & II) et édité par Little, Brown and Company sur supports papier et électronique, le 31 juillet 2016. Aux États-Unis et au Canada, le script s'est vendu à plus de 2 millions d'exemplaires dans les 2 jours qui ont suivi sa publication (contre 8,3 millions en un jour pour Harry Potter et les Reliques de la Mort en 2007).
La traduction française du texte, effectuée par Jean-François Ménard, est publiée le 14 octobre 2016 aux éditions Gallimard.

### «Huitième»Harry Potter
En 2007, la romancière J. K. Rowling avait annoncé la fin de sa saga Harry Potter avec la sortie du septième roman, Harry Potter et les Reliques de la Mort. Le script de la pièce de théâtre, publié en format livre papier le 31 juillet 2016, est présenté par l'équipe du site Pottermore et par les éditeurs comme une « huitième histoire » officielle de la série,,. Aymeric Parthonnaud, de RTL, considère cependant que le script publié serait « présenté à tort comme le 8e volet des aventures du sorcier ».
Même si pour J. K. Rowling, la pièce Harry Potter et l'Enfant maudit « devrait être considérée comme canon » du fait qu'elle a participé à son développement,, elle précise également en février 2016, pour répondre aux fans au sujet d'un éventuel « huitième livre » que, s'agissant d'un « script », celui-ci n'est pas à considérer comme un « roman » Harry Potter.

### Accueil du script
Les critiques de presse sur le script sont assez mitigées. Écrit par Jack Thorne, admirateur de l'univers de Harry Potter, le script se voit qualifié de « fanfiction » en raison de son trop grand nombre d'incohérences et de « dialogues mièvres », en comparaison de l'histoire originelle de J. K. Rowling qui mettait davantage en lumière les aventures de la génération précédente. Un journaliste du Figaro estime que le charme ne semble pas pour autant rompu par le « passage des planches au texte », ajoutant que cette suite parvient à « perpétuer la magie en tricotant une intrigue pleine de rebondissements ».
Selon Aymeric Parthonnaud de RTL, le script « se dévore » en se reposant principalement « sur le seul charme de la nostalgie », sans proposer de nouveauté ni de création. Le chroniqueur met l'accent sur les nombreuses incohérences et les personnages originels devenus méconnaissables, tout en saluant le duo entre Albus Potter et son meilleur ami Scorpius, qu'il considère comme une « vraie force de la pièce ».

## Rumeurs d'adaptation cinématographique
Warner Bros., qui a produit la saga cinématographique Harry Potter, a déposé le 8 juillet 2016 le nom Harry Potter and the Cursed Child. Le 27 août 2016, le site New York Daily News annonce que la Warner souhaiterait adapter cette pièce en une trilogie dont le premier film sortirait en 2020. La rumeur est finalement démentie par Warner Bros. le 31 août 2016 : « Harry Potter et l'Enfant maudit est une pièce de théâtre, sans aucun plan pour en faire un film. »
En novembre 2021, à l'occasion des 20 ans du premier film Harry Potter, le réalisateur Chris Columbus se dit très intéressé à l'idée de réaliser une éventuelle adaptation de L'Enfant maudit au cinéma, avec les trois mêmes acteurs principaux que les films.